# Milan Ilić
Milan Ilić (Kirin Serbia: Милан Илић; sinh 12 tháng 5 năm 1987) là một hậu vệ bóng đá Serbia, thi đấu cho Radnički Kragujevac.

## Danh hiệu
Radnički Kragujevac
- Serbian League West: 2016–17[3]